# Willem Jacobszoon Coster
Willem Jacobszoon Coster est le 1er gouverneur du Ceylan néerlandais.

## Biographie
En 1637, Râjasimha II, roi de Kandy, entre en contact avec la Compagnie néerlandaise des Indes orientales pour avoir une aide militaire contre les envahisseurs portugais. L'amiral Adam Westerwold est envoyé pour aider le roi à capturer le fort à Batticaloa. Coster arrive en avril 1638 à Trincomalee, aux mains des Hollandais, et s'embarque pour Batticaloa avec trois navires et 180 hommes, où il attend l'arrivée de Westerwold. 
L'amiral arrive avec quatre navires le 10 mai 1638, tandis que les troupes du roi arrivent le lendemain de l'intérieur des terres. Le 14 mai, les Portugais capitulent et sont déportés sur la côte de Coromandel. La semaine suivante, le roi Râjasimha II signe un accord avec la Compagnie néerlandaise des Indes orientales (VOC) pour permettre un monopole dans le commerce de la cannelle, entre autres, en échange d'une aide pour chasser les Portugais de son royaume. Après le départ de Westerwold, Coster reste au fort Batticaloa avec 100 hommes.
Au début de 1640, Kandy et la VOC signent un autre accord et décident de capturer Galle du Ceylan portugais. Coster arrive avec ses troupes le 8 mars, tandis que le 11 mars les troupes du roi et trois navires de la VOC arrivent avec 400 marins et soldats. Le 13 mars 1640 les troupes sous le commandement de Coster maîtrisent le fort Santiago et reprennent la ville. Ce fort est ensuite rebaptisé Akersloot en hommage au lieu de naissance de Coster. 
Le Haut Conseil décide d'installer Coster comme gouverneur de Ceylan, avec Galle comme résidence, où il a une garnison de 200 hommes.
En août 1640, dans le cadre de l'accord, Trincomalee doit être rendu à Kandy. Lorsque Râjasimha II apprend que Coster hésite à lui rendre certaines terres conquises, il le fait assassiner, lui et ses sept compagnons, près de Nilgala, sur la route de Kandy à Batticaloa.
La femme de Coster est l'une des premières femmes hollandaises à arriver à Ceylan, en novembre 1640. Elle ne savait pas que son mari a été assassiné et retourne à Batavia, actuel Jakarta.